# Corozaín

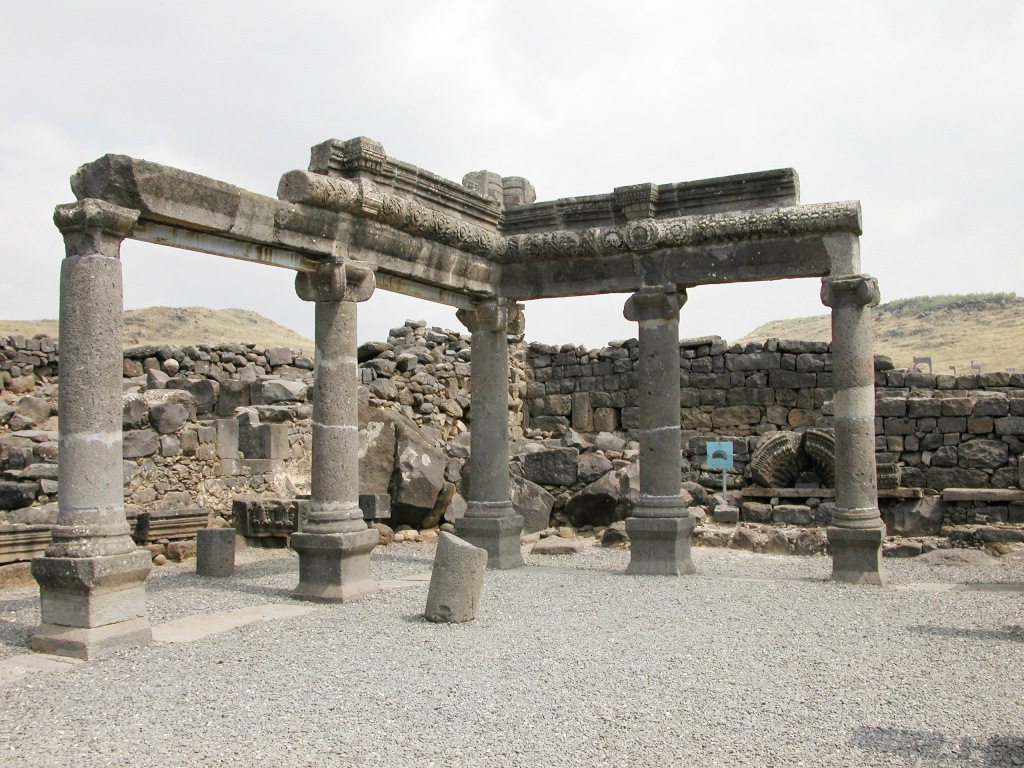
Sinagoga antigua de Corozaín.

Corozaín o Corazín es el nombre de una localidad mencionada en el Nuevo Testamento. 
Se situaba a tres kilómetros al norte del lago de Genesaret, cerca de las ciudades de Cafarnaún y Betsaida. Eusebio de Cesarea menciona que era una aldea desierta a dos millas de Cafarnaún. 
Los biblistas suelen identificarla con la ciudad de Karazah o Karaziyyah donde se ha hallado un monumento dentro de las ruinas de una sinagoga. 

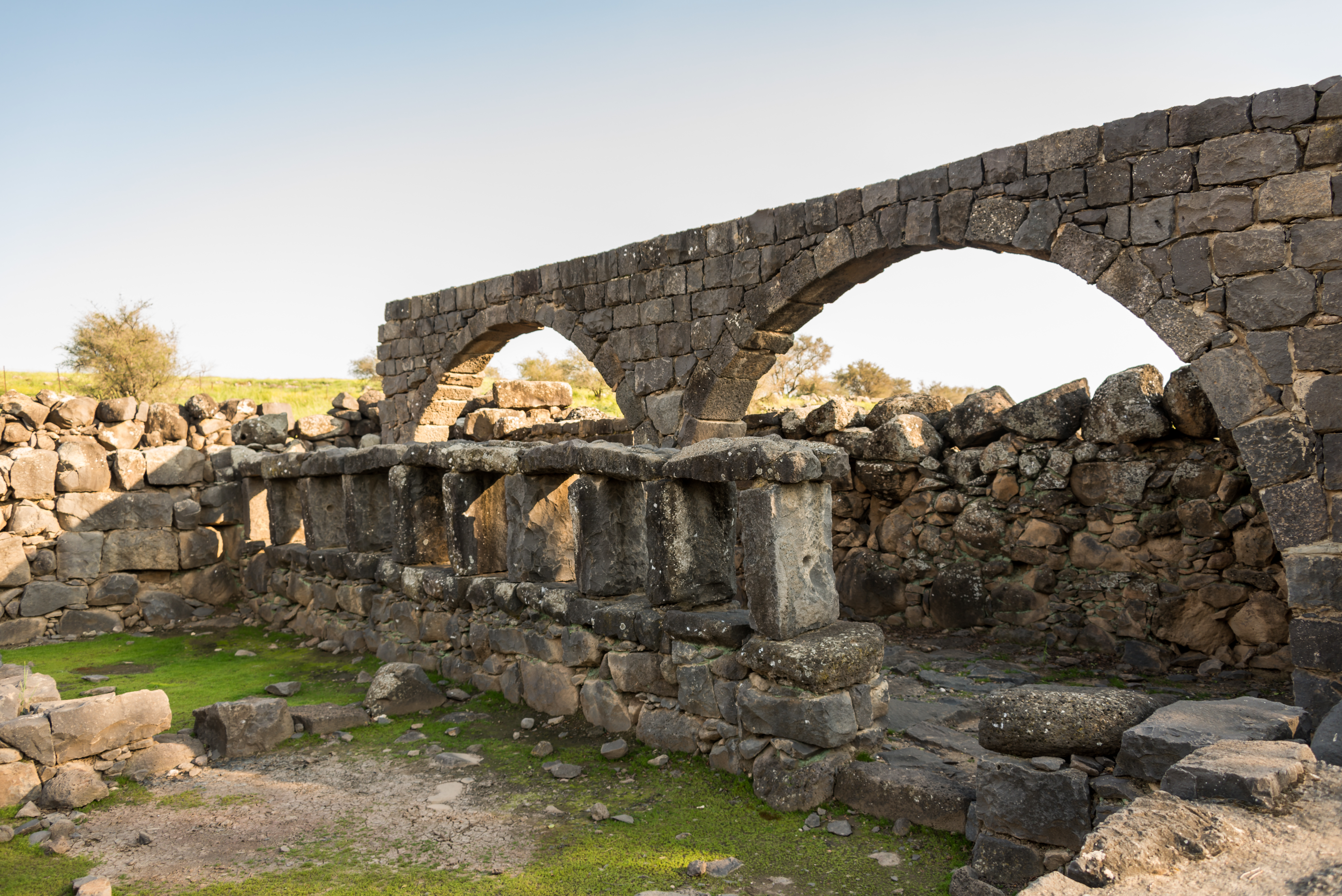
Korazim
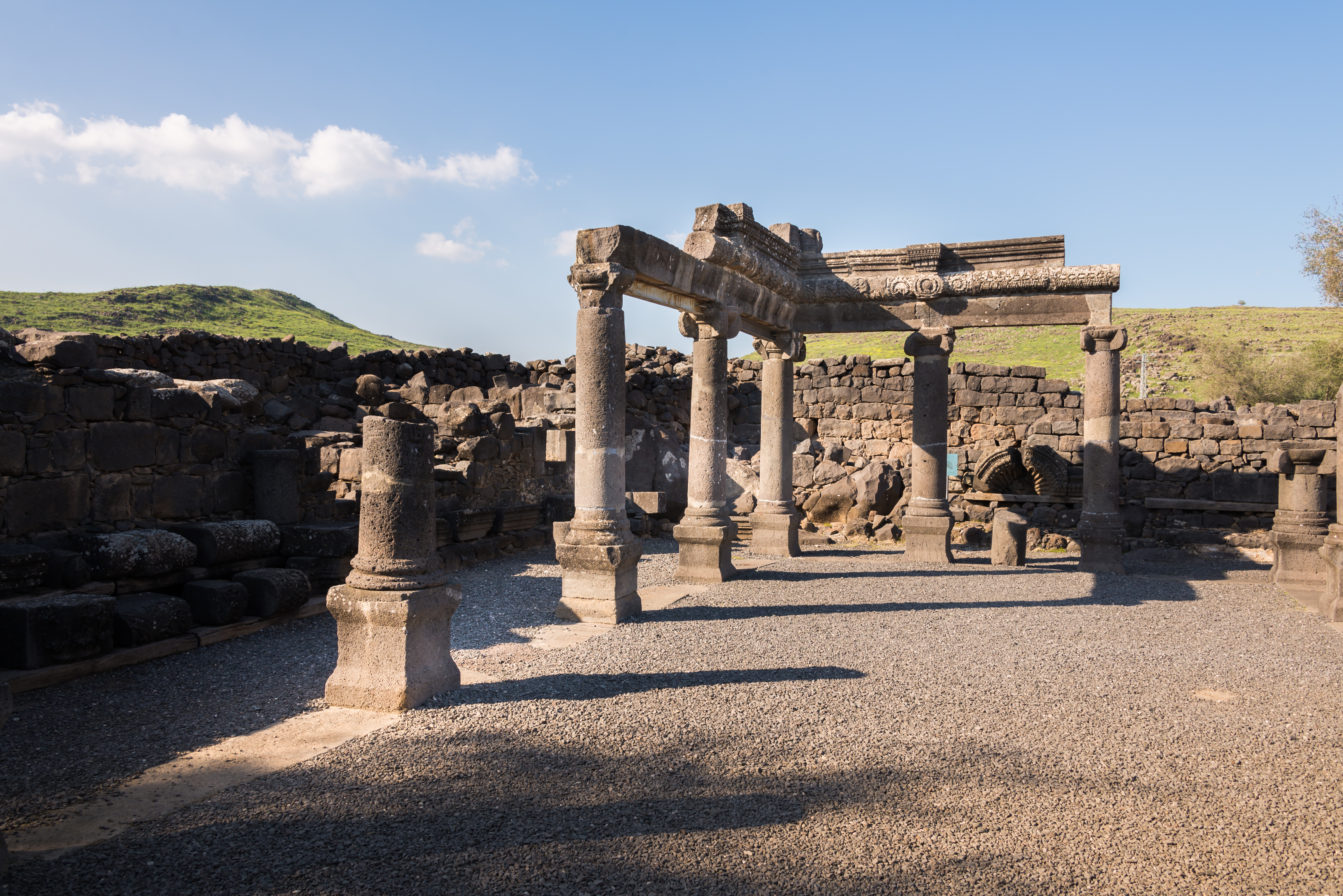
Korazim